# 노토 철도 나나오선
나나오 선(일본어: 七尾線)은 일본 이시카와현 나나오시의 나나오역과 호스군 아나미즈정의 아나미즈역을 잇는, 노토 철도가 운영하는 일본의 철도 노선이다.

## 노선 정보
- 관할 · 노선 거리 : 총 연장 33.1km
  - 노토 철도 (제2종 철도사업자) · 서일본 여객철도 (제1종 철도사업자) :
    - 나나오 - 와쿠라온센 구간 : 5.1km

  - 노토 철도 (제2종 철도사업자) · 서일본 여객철도 (제1종 철도사업자) :
    - 와쿠라온센 - 아나미즈 구간 : 28.0km
- 궤간 : 1,067mm
- 역 수 : 8역 (기 · 종점역 포함)
- 복선화 구간 : 없음 (전 구간 단선)
- 전철화 구간 : 나나오 - 와쿠라온센 구간 (직류 1,500V)
- 폐색 방식 : 특수 자동 폐색식

## 역 목록
| 역명         | 일어 역명 | 역간 거리 | 나나오로 부터의 영업 거리 | 쓰바타로 부터의 영업 거리 | 접속 노선                 | 소재지   | 소재지     |
| ------------ | --------- | --------- | ------------------------- | ------------------------- | ------------------------- | -------- | ---------- |
| 나나오       | 七尾      | -         | 0.0                       | 54.4                      | 서일본 여객철도 나나오 선 | 나나오시 | 나나오시   |
| 와쿠라온센   | 和倉温泉  | 5.1       | 5.1                       | 59.5                      | 서일본 여객철도 나나오 선 | 나나오시 | 나나오시   |
| 다쓰루하마   | 田鶴浜    | 3.5       | 8.6                       | 63.0                      |                           | 나나오시 | 나나오시   |
| 가사시호     | 笠師保    | 4.1       | 12.7                      | 67.1                      |                           | 나나오시 | 나나오시   |
| 노토나카지마 | 能登中島  | 3.6       | 16.3                      | 70.7                      |                           | 나나오시 | 나나오시   |
| 니시기시     | 西岸      | 6.2       | 22.5                      | 76.9                      |                           | 나나오시 | 나나오시   |
| 노토카시마   | 能登鹿島  | 4.3       | 26.8                      | 81.2                      |                           | 호스군   | 아나미즈정 |
| 아나미즈     | 穴水      | 6.3       | 33.1                      | 87.5                      |                           | 호스군   | 아나미즈정 |